# Whenever You Need Somebody (Album)
Whenever You Need Somebody ist das Debütalbum des britischen Sängers Rick Astley. Es erschien im November 1987 und avancierte zum weltweiten Millionenseller.

## Entstehung und Veröffentlichung
Die Erstveröffentlichung von Whenever You Need Somebody erfolgte am 16. November 1987 bei RCA Records. Das Album erschien in seiner Originalausführung als CD (Katalognummer: PD 71 529) und LP (Katalognummer: PL 71 529) mit zehn Titeln.
Das Album wurde in den PWL Studios in London eingespielt. Geschrieben und produziert wurden die Lieder hauptsächlich vom Produzententrio Stock Aitken Waterman (Matt Aitken, Mike Stock und Pete Waterman), Astley selbst war an vier Liedern beteiligt. Musikalisch bewegt sich das Album im Bereich der Popmusik, stilistisch in den Bereichen des Dance-Pop und Synthiepop.

## Titelliste
| Nr. | Titel                             | Autor(en)                   | Produzent(en)            | Länge |
| --- | --------------------------------- | --------------------------- | ------------------------ | ----- |
| 1.  | Never Gonna Give You Up           | Stock Aitken Waterman       | Stock Aitken Waterman    | 3:35  |
| 2.  | Whenever You Need Somebody        | Stock Aitken Waterman       | Stock Aitken Waterman    | 3:52  |
| 3.  | Together Forever                  | Stock Aitken Waterman       | Stock Aitken Waterman    | 3:24  |
| 4.  | It Would Take a Strong Strong Man | Stock Aitken Waterman       | Stock Aitken Waterman    | 3:39  |
| 5.  | The Love Has Gone                 | Rick Astley, Dick Spatsley  | Phil Harding, Ian Curnow | 4:20  |
| 6.  | Don’t Say Goodbye                 | Stock Aitken Waterman       | Stock Aitken Waterman    | 4:11  |
| 7.  | Slipping Away                     | Astley                      | Harding, Curnow          | 3:52  |
| 8.  | No More Looking for Love          | Astley                      | Daize Washbourn          | 3:10  |
| 9.  | You Move Me                       | Astley                      | Washbourn                | 3:40  |
| 10. | When I Fall in Love               | Edward Heyman, Victor Young | Stock Aitken Waterman    | 2:59  |

## Kritiken
AllMusic bewertete das Album mit vier von fünf Sternen.

## Kommerzieller Erfolg

### Chartplatzierungen
Whenever You Need Somebody ist Astleys erfolgreichste Albumveröffentlichung. In Deutschland und dem Vereinigten Königreich avancierte es zum Nummer-eins-Erfolg. Darüber hinaus erreichte es Top-10-Platzierungen in den Niederlanden, Schweden und der Schweiz (je Rang 2), Neuseeland und Österreich (je Rang 3), Norwegen (Rang 4) oder auch den Vereinigten Staaten (Rang 10).
| ChartsChartplatzierungen       | Höchstplatzierung | Wochen |
| ------------------------------ | ----------------- | ------ |
| Deutschland (GfK)              | 1 (36 Wo.)        | 36     |
| Österreich (Ö3)                | 3 (22 Wo.)        | 22     |
| Schweiz (IFPI)                 | 2 (13 Wo.)        | 13     |
| Vereinigte Staaten (Billboard) | 10 (60 Wo.)       | 60     |
| Vereinigtes Königreich (OCC)   | 1 (35 Wo.)        | 35     |

| ChartsJahrescharts (1988) | Platzierung |
| ------------------------- | ----------- |
| Deutschland (GfK)         | 7           |
| Österreich (Ö3)           | 11          |
| Schweiz (IFPI)            | 30          |

### Auszeichnungen für Musikverkäufe
| Land/Region                  | Auszeichnungen für Musikverkäufe (Land/Region, Auszeichnung, Verkäufe) | Verkäufe  |
| ---------------------------- | ---------------------------------------------------------------------- | --------- |
| Australien (ARIA)            | 3× Platin                                                              | 210.000   |
| Deutschland (BVMI)           | Platin                                                                 | 500.000   |
| Finnland (IFPI)              | Gold                                                                   | 25.253    |
| Frankreich (SNEP)            | 2× Gold                                                                | 200.000   |
| Hongkong (IFPI/HKRIA)        | Platin                                                                 | 20.000    |
| Kanada (MC)                  | 4× Platin                                                              | 400.000   |
| Neuseeland (RMNZ)            | Platin                                                                 | 15.000    |
| Niederlande (NVPI)           | Platin                                                                 | 100.000   |
| Schweden (IFPI)              | Platin                                                                 | 100.000   |
| Schweiz (IFPI)               | Platin                                                                 | 50.000    |
| Spanien (Promusicae)         | 3× Platin                                                              | 300.000   |
| Vereinigte Staaten (RIAA)    | 2× Platin                                                              | 2.000.000 |
| Vereinigtes Königreich (BPI) | 4× Platin                                                              | 1.200.000 |
| Insgesamt                    | 3× Gold · 18× Platin ·                                                 | 5.120.253 |